# خاصة لر
خاصة لر هي قرية في مقاطعة أسكو، إيران. عدد سكان هذه القرية هو 957 في سنة 2006.